# Cruzeiro Esporte Clube
|  | No s'ha de confondre amb Esporte Clube Cruzeiro. |

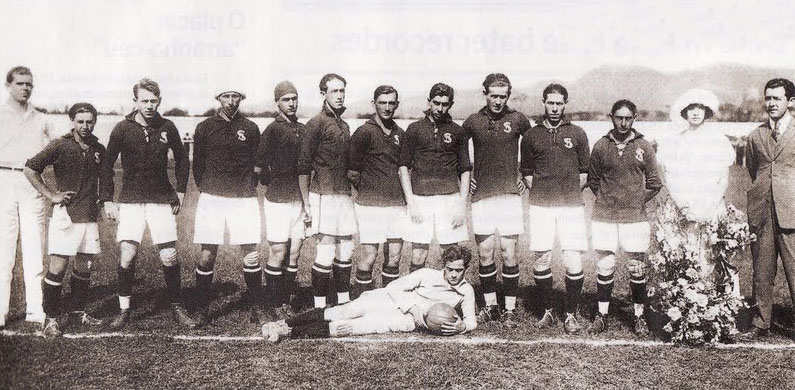
Cruzeiro, 1923.

El Cruzeiro Esporte Clube és un club de futbol brasiler de la ciutat de Belo Horizonte a l'estat de Minas Gerais. A més del futbol, el club té seccions semi-professionals d'atletisme i bitlles.

## Història
El Cruzeiro nasqué després de la crisi que sofrí el Yale Atlético Clube, un dels més antics clubs esportius de l'estat. Els italians de Belo Horizonte volien seguir les passes de la colònia italiana de São Paulo, que havien fundat un club anomenat Palestra Itália. El Yale, format el 1910, competí al campionat de Belo Horizonte fins a l'any 1925, quan abandonà el futbol. La majoria dels seus jugadors eren d'origen italià i quan el Palestra Itália va ser fundat s'uniren al nou club. El 20 de desembre de 1920 nasqué el Palestra Itália (de Belo Horizonte) també conegut com a Palestra Mineiro. Uns dies més tard, el 2 de gener de 1921 es feu oficial la creació del nou club amb el nom de Societá Sportiva Palestra Itália. Els colors adoptats foren els de la bandera italiana, verd per la samarreta, blanc pels pantalons i vermell pels mitjons. Inicialment només s'acceptà la presència de membres de la colònia italiana, fins a l'any 1925, en què obrí les portes a esportistes de les altres nacionalitats. El primer partit del club fou el 3 d'abril de 1921 contra un combinat de la ciutat de Nova Lima. El Palestra vencé per 2 a 0.
El gener de 1942, Brasil entrà a la Segona Guerra Mundial i un decret del govern federal prohibí l'ús de noms relacionats amb l'enemic. El nom italià del club fou abandonat i canviat pel d'Ypiranga, totalment brasiler, però després d'una derrota en el nou debut, el nom fou novament abandonat i el mes d'octubre s'aprovà el nom de Cruzeiro Esporte Clube. El nom Cruzeiro prové de la constel·lació de la Creu del Sud, que només pot ser vista des de l'hemisferi sud. L'uniforme fou canviat i s'adoptà la samarreta blava amb pantalons blancs. La presentació oficial del nou Cruzeiro Esporte Clube fou l'11 de novembre de 1942, contra l'América, amb victòria per 1 a 0.
La seva època daurada s'inicià durant els anys 60, amb jugadors com Tostão, Wilson Piazza o Fontana. Guanyà quatre campionats mineiros consecutius i una Taça Brasil derrotant el Santos de Pelé. L'any 1976 conquerí la seva primera Copa Libertadores de América derrotant el River Plate argentí.
El 1990 inicià una seqüència de 15 anys en els quals el club guanyà, com a mínim, un títol per any. S'inclouen dos Supercopa Sud-americana (1991, 1992), una Recopa Sud-americana (1998), quatre Copa do Brasil (1993, 1996, 2000, 2003), una Copa Oro (1995), una Supercopa Masters (1995), dues Copa Sul-Minas (2001, 2002), nou Campionat mineiro (1990, 1992, 1994, 1996, 1997,1998, 2003, 2004), una Copa Centro-Oeste (1999), un supercampionat mineiro (2002), la seva segona Copa Libertadores de América (1997) i un campionat brasiler de futbol (2003). Entre les grans figures d'aquest període es poden destacar: Charles, Boiadeiro, Douglas, Ademir, Renato Gaúcho, Ronaldo, Nonato, Dida, Ricardinho, Marcelo Ramos, Alex Alves, Juan Pablo Sorín, Fred i Alex. Un dels anys més destacats del club fou el 2003. Sota el comandament de Vanderlei Luxemburgo i capitanejat per Alex conquerí l'anomenada triple corona: la lliga brasilera, la copa brasilera i el campionat mineiro.

## Símbols
Fernando Pieruccetti, conegut com a Mangabeira, creà la mascota del club, una guineu (raposa al Brasil).
L'escut inicial de la Societá Sportiva Palestra Itália era un rombe amb les inicials SSPI. L'any 1943, amb el canvi de nom s'adopta un escut circular amb cinc estels que simbolitzen la Creu del Sud. Durant els anys 2000 s'han afegit o tret diversos símbols que representen els diversos títols guanyats pel club.

## Palmarès
- 2 Copa Libertadores de América: 1976, 1997
- 2 Supercopa Sud-americana: 1991, 1992
- 1 Recopa Sud-americana: 1998
- 1 Copa Oro: 1995
- 1 Supercopa Masters: 1994
- 4 Campionat brasiler de futbol: 1966, 2003, 2013, 2014
- 6 Copa brasilera de futbol: 1993, 1996, 2000, 2003, 2017, 2018
- 2 Copa Sul-Minas: 2001, 2002
- 1 Copa Centro-Oeste: 1999
- 40 Campionat mineiro: 1926, 1928, 1929, 1930, 1940, 1943, 1944, 1945, 1956, 1959,1960, 1961, 1965, 1966, 1967, 1968, 1969, 1972, 1973, 1974, 1975, 1977, 1984, 1987, 1990, 1992, 1994, 1996, 1997, 1998, 2002, 2003, 2004, 2006, 2008, 2009, 2011, 2014, 2018, 2019

## Entrenadors destacats
- Luiz Felipe Scolari
- Vanderlei Luxemburgo
- Paulo Autuori de Mello
- Émerson Leão

## Jugadors destacats
| - Alex Mineiro - Alex - Cris - Edilson - Elber - Brito - Dida - Dirceu Lopes - Fred - Gilberto - Heurelho da Silva Gomes - Jairzinho - Luisão - Müller - Maxwell - Maicon - Nelinho - Niginho |  | - Rivaldo - Ronaldo - Serginho - Toninho Cerezo - Tostão - Wilson Piazza - Juan Pablo Sorín - Roberto Perfumo - Cláudio Andrés Maldonado - Hector Tapia - Alexander Viveros - Víctor Aristizábal - Victor Quintana - Roberto Palacios - Heraldo Becerra Nuñez - Pablo Forlán - Revétria - Montillo |

## Presidents[calcitació]
| - Aurélio Noce (1921-1922) - Alberto Noce (1923-1924) - Américo Gasparini (1925-1926, 1928) - Antonio Falci (1927, 1929-1930) - Braz Pelegrino (1927-1928) - Lidio Lunardi (1931-1932) - José Viana de Souza (1933) - Miguel Perrela (1933-1936) - Romeo de Paoli (1936) - Osvaldo Pinto Coelho (1936-1940) - Ennes Cyro Poni (1941-1942) - Together: João Fantoni, Wilson Saliba, Mario Torneli (1942) - Mário Grosso (1942-1947) - Fernando Tamietti (1947, 1950) - Antônio Cunha Lobo (1947-1949) - Antônio Alves Simões (1949) |  | - Manoel F. Campos (1950) - Divino Ramos (1951) - José Greco (1952-1953, 1955) - Wellington Armanelli (1954) - José Francisco Lemos Filho (1954) - Eduardo S. Bambirra (1955-1956) - Manoel A. de Carvalho (1957-1958) - Antonio Braz Lopes Pontes (1959-1960) - Felicio Brandi (1961-1982) - Carmine Furletti (1983-1984) - Benito Masci (1985-1990) - Salvador Masci (1990) - César Masci (1991-1994) - José Perrella de Oliveira Costa (1995-2002) - Alvimar de Oliveira Costa (2003-2011) - Gilvan Tavares (2011-) |